# 班公缝合带

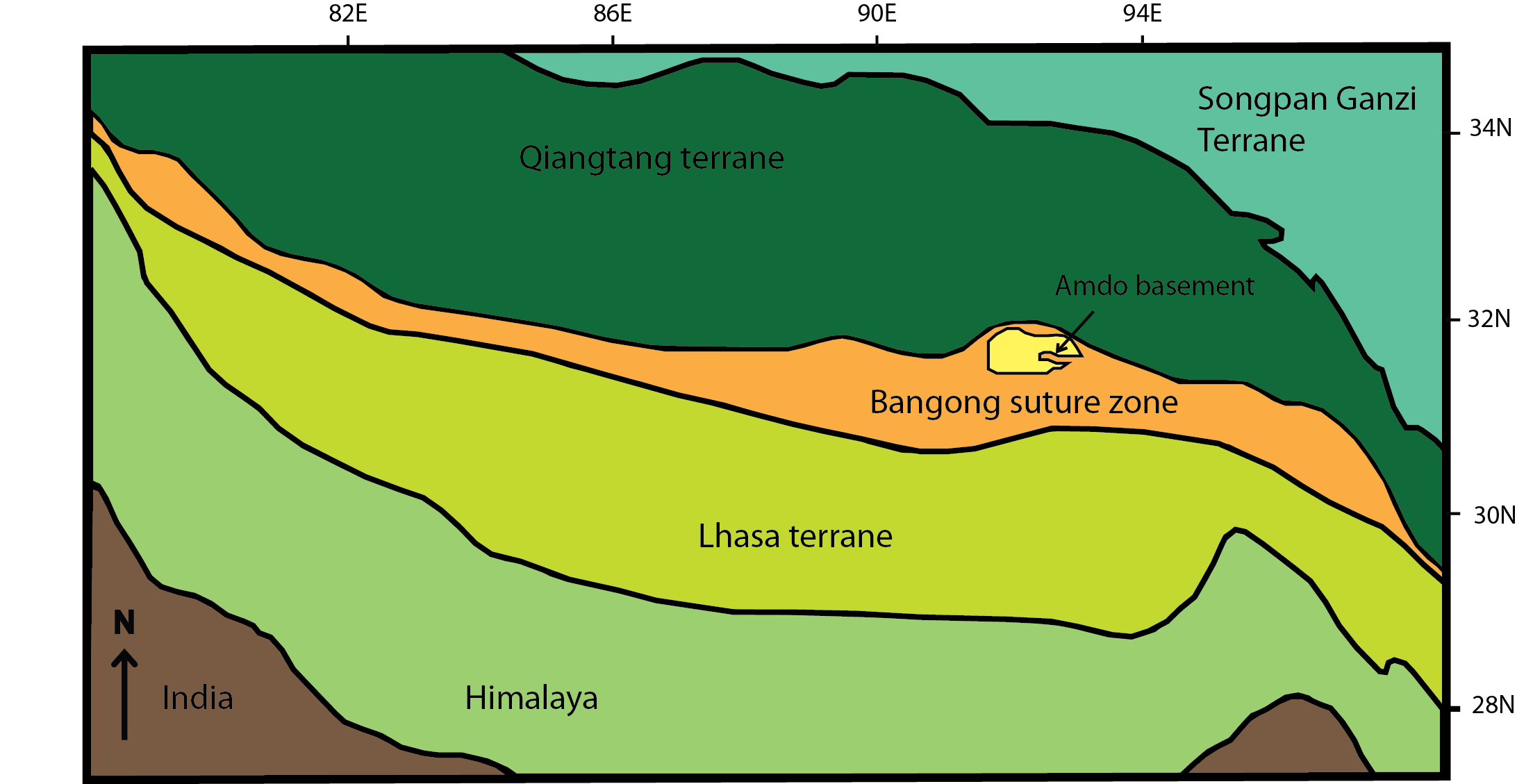
西藏中南部地图，展示班公缝合带与周围的地块。改自Guynn et al., 2011.

班公缝合带（Bangong suture）呈东西走向，长約1200公里，位于西藏中部共轭断层带的关键位置。缝合带位于拉萨地块与羌塘地块之间，是以蛇绿岩套和混同层为主要成分的不连续带，宽约10–20公里，最宽可达50公里。断裂带北部包含东北向左旋走滑断层，南部包含西北向右旋走滑断层。这些共轭断层分布在班公错南北，沿班公-怒江缝合带相互交错。

## 描述
东西走向的班公-怒江缝合带长約1200公里，在拉萨地块与羌塘地块之间。可以分为3部分：班公错-改则段（西段）、东巧-安多段（中段）与丁青-怒江段（东段）。侏罗纪中晚期，中特提斯洋在拉萨与羌塘地块之间向北潜没，到早白垩世拉萨地块已在羌塘地块下形成俯冲断层。中特提斯洋的痕迹变为蛇纹岩杂基混同层内的仰冲蛇纹岩碎块，散落在缝合带各处。

## 碰撞与缝合演进
缝合带的主要成分是侏罗纪海相页岩与砾岩岩层，以及混同层、蛇绿岩套和多处岩浆活动带来的火成岩。每种岩性的岩石都可与地块、岛弧或微大陆关联，在中生代被印度板块挤在北方。拉萨地块与羌塘地块在侏罗纪-白垩纪碰撞，古特提斯洋就此消亡，并产生班公缝合带。海相岩石（中特提斯洋海床）在碰撞中俯冲到羌塘地块之下，导致了拉萨地块北缘蛇绿岩的仰冲。一般认为仰冲的这一阶段标志着洋壳潜没的结束，以及拉萨-羌塘碰撞的开始。班公缝合带的一大特征是前中生代结晶的安多基岩，长约~100公里，宽约~50公里。安多地区主要是正长片麻岩与变质岩，经历了中生代变质作用、岩浆作用与发掘，变质沉积岩中有未经变形的花岗岩侵入。

## 新生代再激活
微陆块缝合后紧接着是被印度板块推进的持续北移，4500~5500万年前与亚欧大陆相撞。由于碰撞带来的地壳增厚，距今2000到1000万年间辐合速度下降了40%以上。青藏高原阻挡了地壳的进一步增厚，导致辐合减慢，地壳缩短并转向高原两侧移动。这时期亚欧大陆南缘（拉萨地块）与印度相撞，新特提斯洋闭合，使得缝合带（青藏高原中心位置）被重新激活，逆断层与走滑断层都向北移动。走滑断层使变形最小的陆块向东移动，远离了主要辐合区。

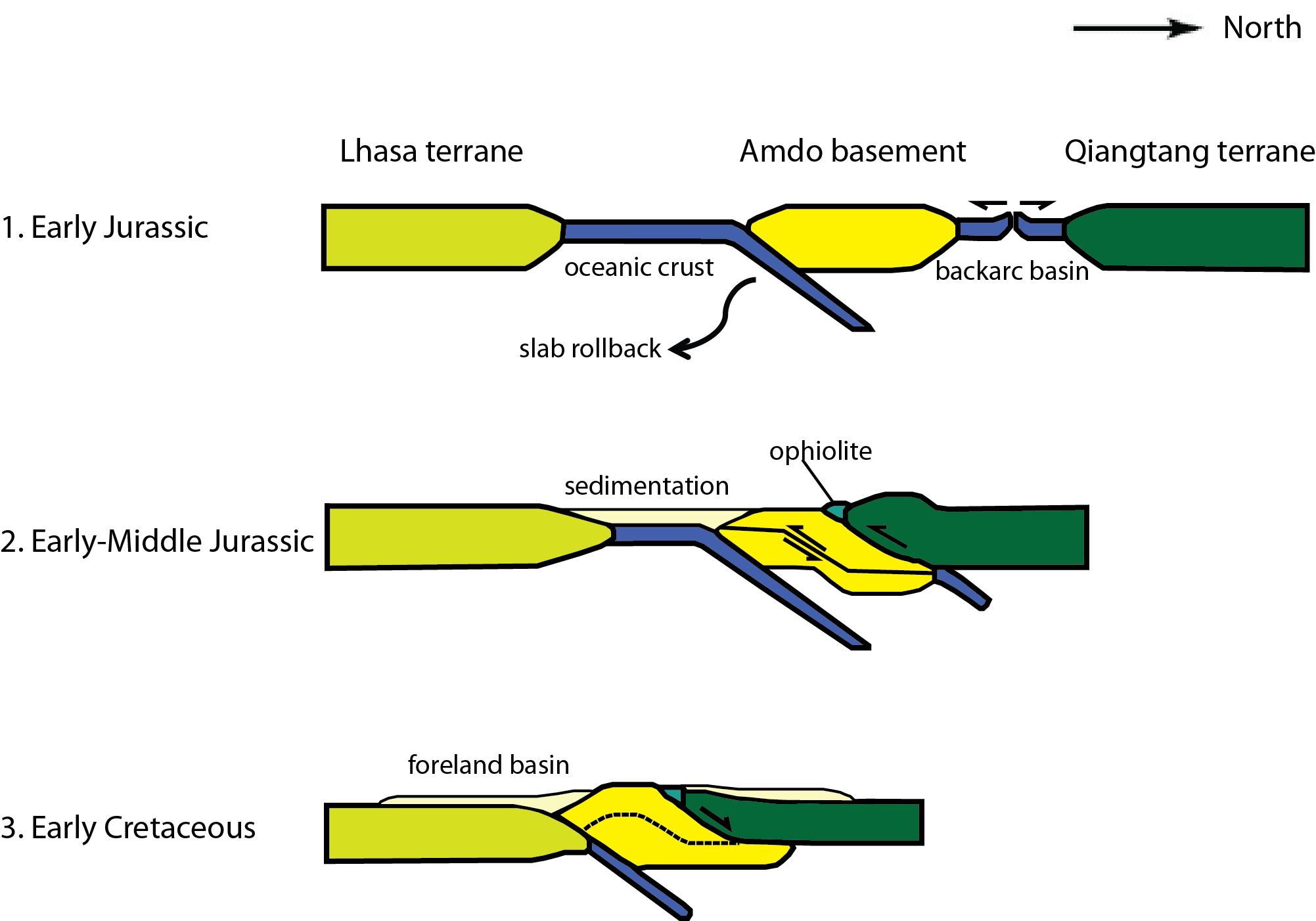
班公缝合带截面示意图。1. 洋壳弧后盆地形成，隔开安多基岩与羌塘地块。这次延展可能是俯冲板片回卷（slab rollback）造成的 2. 早中侏罗纪，洋壳持续俯冲。弧后盆地闭合，使蛇绿岩仰冲、在安多基岩中造成变质 3. 早白垩世，拉萨地块与羌塘地块相撞，产生班公缝合带。同时形成前陆盆地。改自Guynn et al., 2006.

## 班公缝合的影响
板块构造论的经典解释认为，欧亚-印度碰撞导致的变形应集中在潜没带。然而西藏系统并非如此，剧烈的变形在青藏高原北侧和东北侧也有分布。为解释之，提出了2种端元模型：“软西藏”模型与微板块模型。“软西藏”模型中，岩石圈表现得像粘稠的薄片，以适应地壳与岩石圈地幔的普遍缩短。微板块模型认为，每个地块都是独立作用的，只是地块间的缝合带（也包括班公缝合带）在新生代重新被激活了。

## 端元模型预测
两种模型对班公缝合带的重激活有不同的预测。“软西藏”模型认为，根据岩石圈的延展性，缝合带沿线会产生一系列小型多重断层。微板块模型认为，应会产生大型走滑断层与剧烈移位，缝合带边缘的斜俯冲还会产生板块挤压（形式为左旋走滑断层）。了解青藏高原这些断层的演化与结构，对于限制青藏高原的形成与变形非常重要。目前正在进行研究，以确定符合上述任一假设的实地特征。